# Uroš Sinđić
Uroš Sinđić (Урош Синђић; sinh ngày 19 tháng 1 năm 1986 ở Užice) là một tiền vệ bóng đá Serbia, thi đấu cho Mladost Lučani của Serbia.